# Héctor Rial
José Héctor Rial Laguía (* 14. Oktober 1928 in Pergamino, Argentinien; † 24. Februar 1991 in Madrid, Spanien) war ein argentinisch-spanischer Fußballspieler und -trainer.

## Karriere
Héctor Rial begann seine Profikarriere beim CA San Lorenzo de Almagro in Buenos Aires und spielte dann einige Jahre sehr erfolgreich in Kolumbien. Dort lernte er Alfredo Di Stéfano kennen, auf dessen Empfehlung er 1954 von Real Madrid verpflichtet wurde.
Von 1952 bis 1954 spielte bei Nacional Montevideo und gewann mit dem Verein das am 25. Februar 1953 ausgetragene Endspiel um die uruguayische Landesmeisterschaft des Jahres 1952.
Bei Real Madrid erzielte der technisch ansprechende Stürmer zahlreiche Tore und war neben Di Stéfano der Spielmacher des legendären weißen Ballets. Mit dem Verein gewann er von 1956 bis 1960 fünfmal in Folge den Europapokal der Landesmeister. Rial nahm an vier der Finalspiele teil und erzielte dabei 3 Tore. Ende der 1950er Jahre bildete er gemeinsam mit Di Stéfano, Puskás, Gento und Kopa eine der herausragenden Sturmformationen der Fußballgeschichte.
Neben seiner Torgefährlichkeit war Rial vor allem für seine Spielintelligenz und sein ausgezeichnetes Passspiel bekannt. Er zog nicht nur gemeinsam mit Di Stéfano ein atemberaubendes Kurzpassspiel auf, sondern war auch imstande, bis zu 40 Meter lange präzise Pässe zu schlagen, mit denen er oft den schnellen Francisco Gento ins Spiel brachte.